# Vampyressa thyone
Vampyressa thyone és una espècie de ratpenat de la família dels fil·lostòmids. Viu a Bolívia, el Brasil, Mèxic, el Perú i Veneçuela. El seu hàbitat natural són boscos semi-caducifolis i verds. No hi ha cap amenaça significativa per a la supervivència d'aquesta espècie, tot i que està afectada per la pèrdua d'hàbitat.